# Lycodes nakamurae
Lycodes nakamurae är en fiskart som först beskrevs av Tanaka, 1914.  Lycodes nakamurae ingår i släktet Lycodes och familjen tånglakefiskar. Inga underarter finns listade i Catalogue of Life.